# Corduroy (Buch)
Corduroy ist ein Bilderbuch des US-amerikanischen Autors und Illustrators Don Freeman, das 1968 beim Verlag Viking Penguin veröffentlicht wurde. Der Autor setzte die Geschichte 1978 mit dem Buch A Pocket for Corduroy fort.

## Inhalt
Das Buch erzählt die Geschichte eines Teddybären namens Corduroy, der in einem Spielzeugregal in einem Kaufhaus ausgestellt ist. Eines Tages kommt ein junges Mädchen mit ihrer Mutter in das Geschäft und entdeckt den Bären. Sie möchte ihn unbedingt kaufen, aber ihre Mutter weigert sich, weil sie bereits genug Geld ausgegeben hätten. Außerdem bemerkt die Mutter, dass dem Bären ein Knopf an seiner Latzhose fehlt und weist das Mädchen darauf hin, um es davon zu überzeugen, dass der Bär einen Kauf nicht wert sei.
Nachts, nachdem die Kunden und Mitarbeiter das Kaufhaus verlassen haben, beschließt der kleine Bär, den fehlenden Knopf selbst zu finden und macht einen Ausflug durch das Kaufhaus. Er nimmt eine Rolltreppe und fährt in den zweiten Stock. Dort findet er Möbel, die er noch nie zuvor gesehen hat. Corduroy bewundert die Möbelstücke und krabbelt auf die Matratze eines der ausgestellten Betten. Dabei entdeckt er etwas Kleines und Rundes. Er denkt, dass einer der Matratzenknöpfe derjenige ist, der zu seiner Hose gehört. Er zieht kräftig daran, bis er schließlich vom Bett kippt und dabei eine Lampe umstößt. Der Wachmann des Kaufhauses hört den Lärm, findet den Übeltäter und bringt ihn zurück in die Spielzeugabteilung.
Am nächsten Tag kommt das Mädchen mit dem Geld aus ihrem Sparschwein zurück, verrät dem Bären, dass sie Lisa heißt, und kauft schließlich Corduroy. Zu Hause näht sie einen Knopf an seinen Schulterriemen: Sie mag den Bären zwar so wie er ist, aber sie glaubt, dass er sich mit zwei Knöpfen besser fühlen werde. Curduroy und Lisa umarmen sich und versichern sich gegenseitig, dass jeder sich genau so einen Freund gewünscht habe.

## Rezeption
Clive Barnes schreibt in seiner Buchrezension: „Diese einfache Geschichte über Freundlichkeit und Freundschaft war zwar schon zur Zeit ihrer Entstehung altmodisch, aber auf eine stille Weise auch revolutionär. Nicht nur, weil dieses eines der ersten Bilderbücher ist, das eine afro-amerikanische Familie darstellt, sondern weil die Welt so konsequent aus der Perspektive des Kindes betrachtet wird. Corduroys nächtliche Abenteuer sind so, wie Lisa sie sich vorstellt; und dass sie ihn selbst kauft, bekräftigt ihr Recht, selbst zu entscheiden. Die Tiefe der Empfindung in Wort und Bild sagt viel über die Empathie des Autors.“ In einer Online-Umfrage der National Education Association aus dem Jahr 2007 unter US-amerikanischen Lehrern wurde Corduroy in die Top-100-Liste von empfehlenswerten Kinderbüchern gewählt und in einer Umfrage des School Library Journal aus dem Jahr 2012 landete Corduroy in der Liste der Top-100 Bilderbücher.

## Referenzen
Corduroy ist in dem literarischen Nachschlagewerk 1001 Kinder- und Jugendbücher – Lies uns, bevor Du erwachsen bist! für die Altersstufe 3+ Jahre enthalten.

## Ausgaben
- Corduroy. Viking Penguin, USA 1968 (englisch).

## Adaptionen
1984 wurde Corduroy als Fernsehkurzfilm unter der Regie von Gary Templeton verfilmt. 1997 entstand eine Zeichentrickserie unter dem Titel The Adventures of Corduroy. Im Jahr 2000 wurde eine weitere TV-Serie namens Corduroy produziert.